# 资本利得税
资本利得税（英語：capital gains tax），英文缩写，是针对买卖资产获得的利润所征收之税种，常施加于股票、债券、房地产、貴金屬等。有些国家并不征收资本利得税，例如巴林、巴巴多斯、伯利兹、开曼群岛、曼島、牙买加、新西兰、斯里兰卡、新加坡等。在一些国家，如新西兰和新加坡，专业贸易人员或频繁交易者则需要交资本利得税。

## 延伸阅读
- Black, Stephen. . St. Mary's Law Journal. 2011, 43: 113. SSRN 1858776 .